# Melvin Burgess
Melvin Burgess, nació el 25 de abril de 1954 en el Reino Unido. Escritor inglés de ficción para jóvenes, su primer libro fue El grito de los lobos, publicado en 1990. 
Es conocido en el ámbito literario por su adaptación de la película Billy Elliot, capturó la calidez y la pasión de la película original y escribió esta novela. Para dar cuerpo al relato escrito, Burgess elige narrar desde las voces de los protagonistas: Billy, su padre Jackie y su hermano Tony.
Melvin ha publicado más de 20 libros por los cuales ha ganado numerosos premios como Guardian Children's Fiction Prize. Sus obras normalmente se tratan de otra verdad; la que se esconde detrás de las apariencias y convenciones del mundo y las personas.

## Obra
- The Cry of the Wolf, Andersen Press, 1990
- An Angel for May, Andersen, 1992
- Burning Issy, Andersen, 1992
- The Baby and Fly Pie, Andersen, 1993
- Loving April, Andersen, 1995
- The Earth Giant, Andersen, 1995
- Junk, Andersen, 1996 (Medalla Carnegie)
- Tiger, Tiger, Andersen, 1996
- Kite, Andersen, 1997
- The Copper Treasure, A & C Black, 1998
- Bloodtide, Andersen, 1999
- Old Bag, Barrington Stoke, 1999
- The Birdman Andersen, 2000
- The Ghost Behind the Wall Andersen, 2000
- Billy Elliot, Chicken House Publishing, 2001 (adaptación de la película Billy Elliot)
- Lady: My Life as a Bitch, Andersen, 2001
- Doing It (¿Ya te lo has hecho con alguien?, Andersen, 2003 (Los Angeles Times Book Prize año 2004, sección literatura juvenil)
- Robbers on the Road, Black, 2003
- Sara's Face, Andersen, 2006
- Bloodsong, Penguin Books, 2007
- Nicholas Dane, Andersen, 2009
- Kill All Enemies, Puffin Books, 2011
- The Hit, Chicken House, 2013
- mays angel, 2019
- Loki, Hodder, 2022